# No Instruction Set Computing
A No instruction set computing (Utasításkészlet nélküli számítástechnika, röviden NISC), számítógép-architektúra és fordító-technológia tervezése nagyon hatékony egyéni feldolgozókkal és hardvergyorsítókkal lehetővé teszik a fordítónak a hardver erőforrások alacsony szintű ellenőrzését, vezérlését.

## Áttekintés
A NISC egy statikusan időzített vízszintes nanokódolt architektúra (Statically-Scheduled Horizontal Nanocoded Architecture, SSHNA). A statikusan időzített (statically scheduled) azt jelenti, hogy a művelet időzítőt és veszélyesség kezelőt a fordító kezeli. A vízszintesen nanokódolt (horizontal nanocoded) azt jelenti, hogy a NISC nem rendelkezik semmilyen előredefiniált utasításkészlettel vagy mikrokóddal. A fordító nanokódot generál, amely közvetlenül vezérli egy adott adatú funkcionális egységeit, regisztereit és multiplexereit. Az alacsony szintű vezérlés a fordítónak engedi az adatút erőforrások jobb felhasználását, melynek a végeredménye a jobb teljesítmény. A NISC technológia előnyei:
- Egyszerűbb vezérlő: nincs hardverütemező, nincs utasítás dekódoló.
- Jobb teljesítmény: még rugalmasabb architektúra, jobb erőforrás-kihasználás.
- Könnyebb tervezni: nincs szükség utasítás-készletek tervezésére.

A tervezés leginkább fárasztóbb és leginkább időigényesebb része az utasításkészlet és a folyamatvezérlő tervezése. A két tényező kiküszöbölésével az egyedi folyamatfeldolgozó elemek tervezése lényegesen könnyebb.
Továbbá a NISC adatút feldolgozók alkalmazásával is lehetséges automatikusan legenerálni az adott alkalmazást. Ezáltal a tervezők produktivitása jelentősen megnő.
Mivel a NISC adatutak nagyon hatékonyak és automatikusan generálhatók, a NISC technológia hasonló a magas szintű szintézishez vagy a C-ből HDL szintézis megközelítésekhez. Sőt, eme architektúrastílusnak jellemzője, hogy áthidalja a két technológia közti szakadékot. (Egyedi processzortervezés és a HLS.)

## Története
A múltban a mikroprocesszor-tervező technológia a komplex utasításkészletű számítógéptől (CISC) a csökkentett utasításkészletű számítógépig (RISC) fejlődött. A számítógépipar korai napjaiban a fordítótechnológia nem létezett és a programozás assembly nyelven történt. A könnyebb programozáshoz a számítógép-tervezők létrehozták az összetett utasításokat, amelyek a magas szintű programozási nyelvek, magas szintű funkciók közvetlen megjelenései voltak. A másik kényszerítő erő, amely ösztönözte az összetett utasítások kifejlesztését, a nagy memóriablokkok hiánya volt.
A fordító- és memóriatechnológia fejlődésének köszönhetően be tudták vezetni a RISC architektúrát. A RISC architektúráknak szükségük volt nagyobb utasításmemóriára, hogy a fordítók képesek legyenek lefordítani a magas szintű nyelvet RISC assembly kódra. A fordító technológia előrehaladását és a memóriatechnológia vezetését veszélyeztették a nagyon hosszú utasításszó (VLIW) feldolgozók, ahol a fordítók ellenőrizték az utasítások ütemezését és az adatkezelési veszélyeket.
A VLIW processzorok utódja a NISC lett. Az adatút műveletekben a NISC fordító végzi a vízszintes és függőleges ellenőrzést, ezért a hardver sokkal egyszerűbb, azonban a vezérlőmemória mérete sokkal nagyobb, mint az előző generációkban. Ezt alacsony rezsijű tömörítési technikákkal tudják orvosolni.

## Fordítás
Ez a szócikk részben vagy egészben a No instruction set computing című angol Wikipédia-szócikk ezen változatának fordításán alapul.  Az eredeti cikk szerkesztőit annak laptörténete sorolja fel. Ez a jelzés csupán a megfogalmazás eredetét és a szerzői jogokat jelzi, nem szolgál a cikkben szereplő információk forrásmegjelöléseként.